# دریای پرنس گوستاو آدولف
دریای پرنس گوستاو آدولف (به انگلیسی: Prince Gustav Adolf Sea) یا دریای ولیعهد گوستاو (به انگلیسی: Crown Prince Gustav) بخشی از آب‌های اقیانوس منجمد شمالی است که به سمت حنوب گسترش یافته و در نوناووت در شمال کانادا بین جزایر بوردن در غرب و جزیره الف رینگنس در شرق واقع گردیده است. این دریا که ۲۲۵ کیلومتر (۱۴۰ مایل) طول و ۹۷ کیلومتر (۶۰ مایل) عرض دارد به افتخار گوستاو آدولف، شاهزادهٔ سوئدی چنین نامگذاری شده است.